# Nhà dài

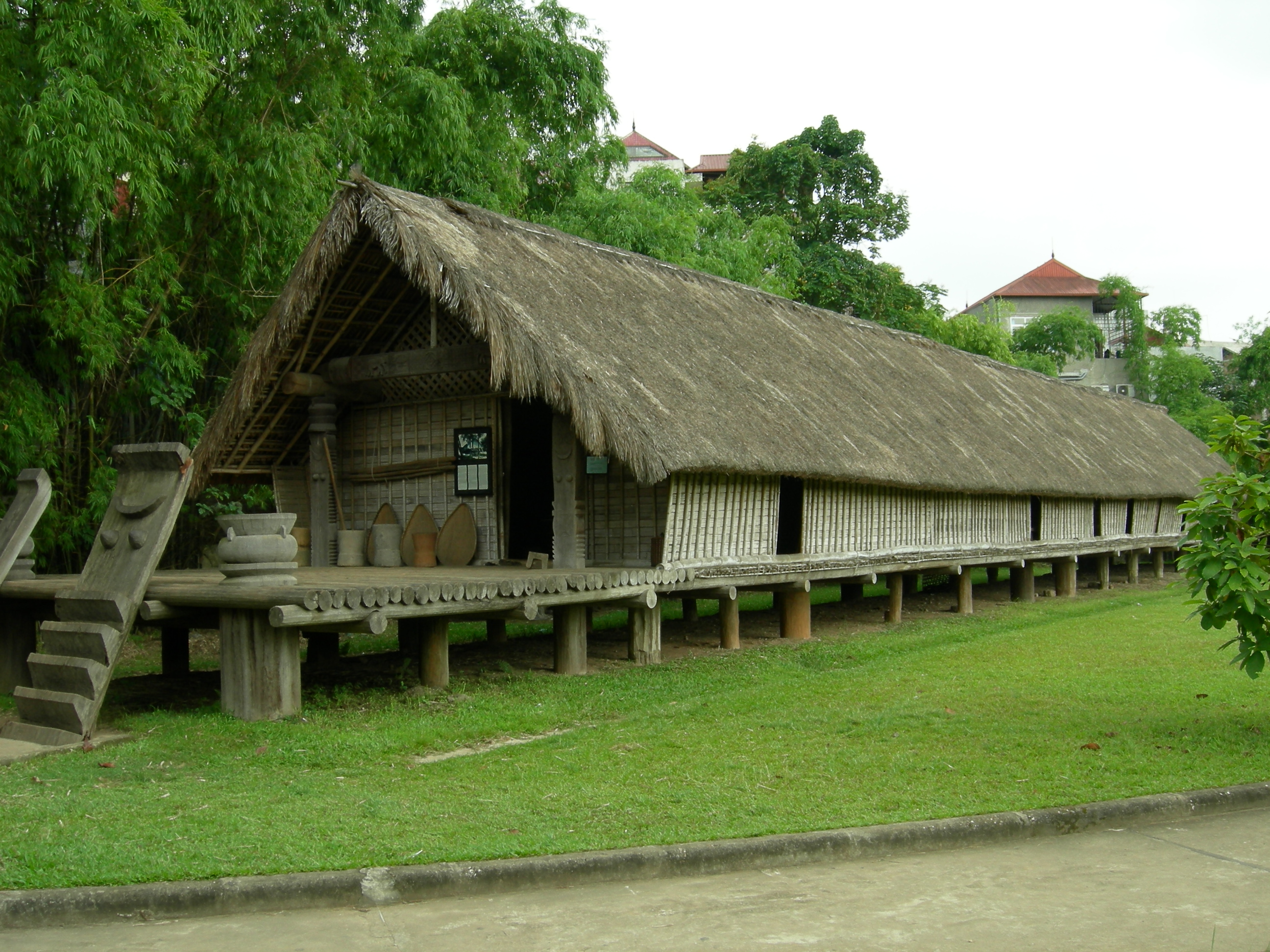
Nhà dài phục dựng trong Bảo tàng Dân tộc học Việt Nam

Nhà dài là loại nhà ở điển hình trong xã hội nguyên thủy thời kì sống kiểu quần cư cộng đồng thị tộc, có ở nhiều nơi trên thế giới. Đây là loại nhà thường chỉ có một phòng duy nhất, dài và hẹp, và thường làm bằng gỗ. Chiều dài nhà có thể đến hàng trăm mét, là nơi ở của hàng trăm thành viên của một đại gia đình.
Ngày nay, chiều dài nhà có xu hướng thu hẹp và nhỏ lại, còn từ 30 – 40 m, cùng với xu hướng sự phát triển của lịch sử dân tộc: chế độ mẫu hệ nhường chỗ cho phụ hệ, đại gia đình dần tan rã, nhường chỗ cho tiểu gia đình phụ quyến.

## Châu Á
Nhiều dân tộc ở châu Á có nhà dài, có thể thấy tại đảo Borneo, Siberut, Đài Loan, Hàn Quốc.

### Việt Nam

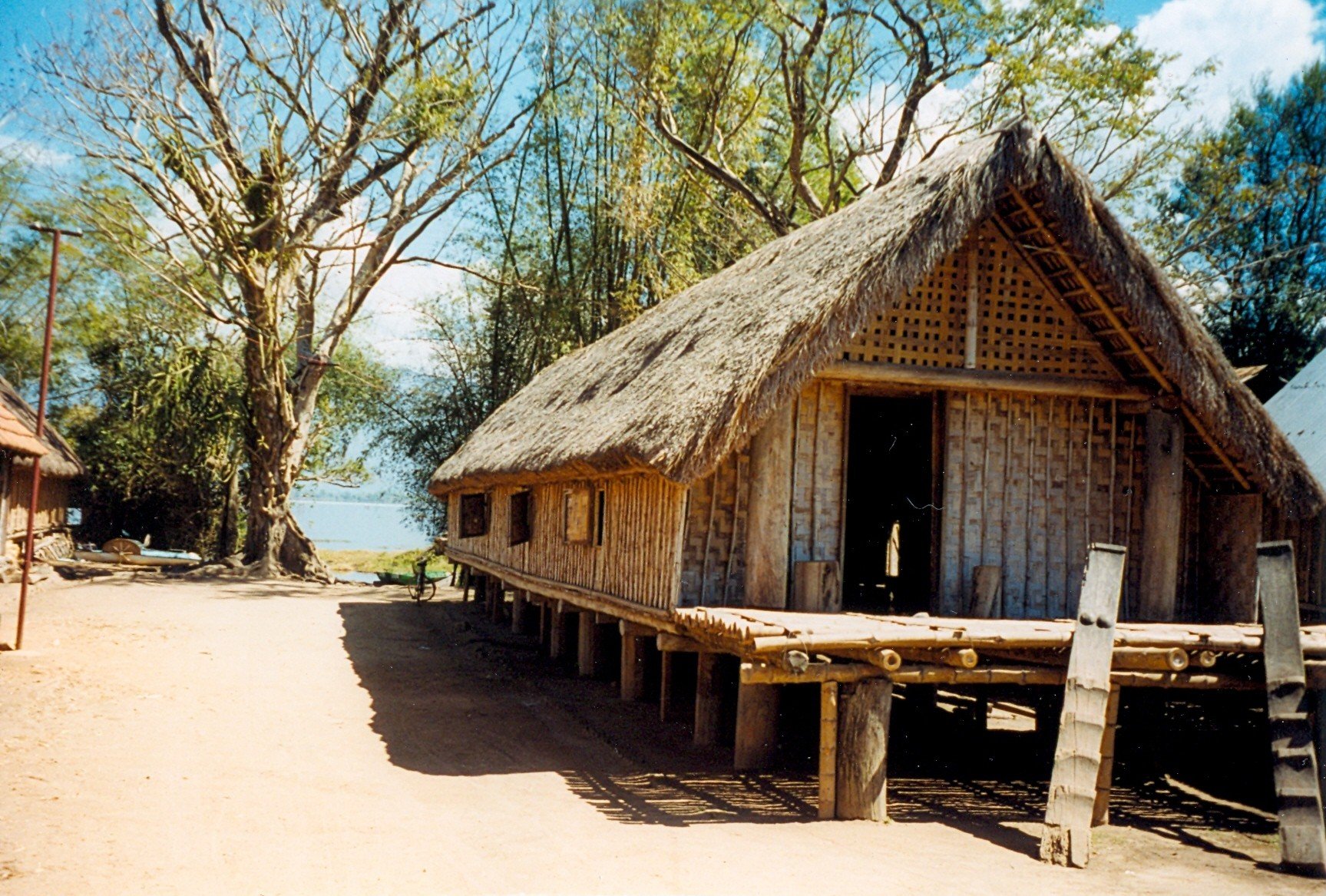
Nhà dài của người Mơ Nông

Ở Việt Nam, nhiều dân tộc sinh sống ở bắc Trường Sơn và Tây Nguyên có nhà dài. Những nhà dài, này có từ thời kỳ thị tộc mẫu hệ, là nơi ở của một nhóm gia đình theo họ mẹ. Điển hình là nhà dài của người Ê Đê, chiều dài có thể tới hàng trăm mét, sàn thấp, hình dáng giống một chiếc thuyền dựng trên các cột gỗ. Trong nhà có nhiều đồ dùng mang bản sắc văn hoá độc đáo: các bộ chiêng, ché hay các vật dụng đắt tiền. Nhà được chia làm 3 phần theo chiều dọc: sân sàn, ngăn tiếp khách và sinh hoạt cộng đồng, phần còn lại ngăn thành từng ô cho các cặp vợ chồng và con cái của họ. Nhà được nối dài thêm mỗi khi một người con gái trong gia đình lấy chồng.

## Châu Âu

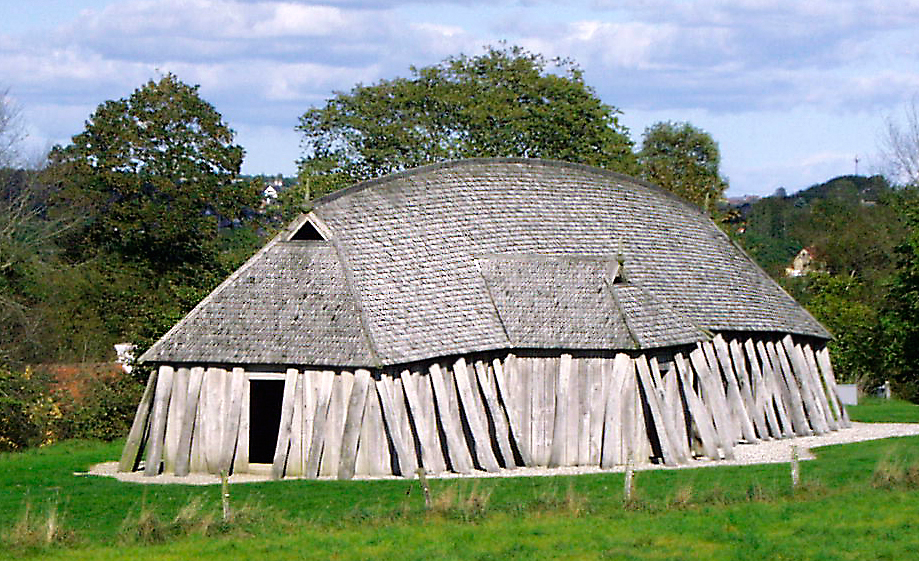
Tái thiết một ngôi nhà dài thời Viking (Langhus) ở lâu đài Fyrkat gần Hobro, Đan Mạch.

## Thổ dân châu Mỹ
Ở Bắc Mỹ có hai kiểu nhà dài phổ biến. Một kiểu thuộc về những bộ lạc có liên hệ với nhóm các nước nói tiếng Iroquois khu vực đông bắc và một kiểu khác thuộc về các bộ lạc dọc theo bờ biển phía tây và tây bắc Thái Bình Dương ở Bắc Mỹ.
Ở Nam Mỹ người Tucano ở Colombia và tây bắc Brasil mỗi nhà dài thường có một hộ gia đình.